# American Marketing Association
L' American Marketing Association  (AMA) è un'associazione professionale per professionisti di marketing, con 30000 membri (al 2012). Ha 76 capitoli professionali e 250 capitoli collegiati in tutti gli Stati Uniti.
L'AMA fu costituita nel 1937 con la fusione di due precedenti organizzazioni, la National Association of Marketing Teachers e la American Marketing Society. 
Essa pubblica anche un numero di manuali e monografie di ricerche. L'AMA pubblica i Journal of Marketing, Journal of Marketing Research, Journal of Public Policy and Marketing, Journal of International Marketing e Marketing News.

## Organizzazione
L'American Marketing Association ha un Consiglio di Amministrazione eletto annualmente dai suoi membri e un gruppo di consiglieri nominati. Il quartier generale si trova a Chicago, IL.

## Storia
Alla convenzione del 1915 dell'Associated Advertising Clubs of the World, un gruppo di insegnanti di pubblicità fondò il National Association of Teachers of Advertising (NATA). Discussioni iniziale vertevano intorno alla definizione di advertising (pubblicità) e sul suo studio. Il nome del gruppo cambiò in National Association of Teachers of Marketing & Advertising (NATMA) e poi in National Association of Teachers of Marketing (NATM), allorché i suoi obiettivi si espansero al marketing, educatori di varie discipline, tra le quali economia e contabilità.
Circa 15 anni dopo una seconda organizzazione, l'American Marketing Society (AMS), fu fondata allo scopo di dedicarla alla scienza del marketing. Lewis e Owen, spiegò il primo presidente, Paul Nystrom, 
(Paul Nystrom, Early History of the American Marketing Association and the Journal of Marketing, (1993). Journal of Marketing, 488)
Le due organizzazioni pubblicarono congiuntamente il Journal of Marketing nel 1936 e si fusero nel 1937 per formare l'American Marketing Association. L'associazione si stabilì all'Università dell'Illinois per i primi suoi anni, infine trasferì il suo quartier generale a Chicago, quando il suo staff professionale si espanse. Quando studio e pratica del marketing divennero più sofisticati e specializzati, l'AMA fornì nuove offerte con il lancio del Journal of Marketing Research (1964) e l'acquisizione del Journal of Public Policy & Marketing (dall'Università del Michigan nel 1990,) e il Journal of International Marketing (dall'Università statale del Michigan nel 1997).